# Viktor Bauer (homme politique)
Pour les articles homonymes, voir Viktor Bauer et Bauer.
Viktor Bauer (né le 3 mai 1885 à Türkheim et mort le 27 septembre 1977 à Wasserburg am Inn) est un homme politique allemand (NSDAP).

## Biographie
Après avoir étudié la médecine, il complète par un doctorat en médecine, Bauer travaille comme médecin en exercice à partir de 1911. De 1916 à 1936, il a un cabinet de médecin à Wasserburg am Inn, et de 1936 à 1938 à Grünwald près de Munich. À partir de 1938, il est employé par la direction du Reich du NSDAP en tant que chef du bureau principal du Reich et médecin. En février 1939, Bauer est promu à la tête du bureau principal de la direction du Reich du NSDAP. Dans la SA, il reçoit le grade de médecin-conseil SA en 1942.
Le 18 avril 1944, Bauer est nommé député du Reichstag dans le cadre de la procédure de remplacement du député démissionnaire Willy Damson (de), dans lequel il représente la 18e circonscription (Westphalie Sud) jusqu'à la fin de la Seconde Guerre mondiale .